# Emanuele Filiberto Duca d'Aosta (cruzador)
O Emanuele Filiberto Duca d'Aosta foi um cruzador rápido operado pela Marinha Real Italiana e a nona embarcação da Classe Condottieri. Sua construção começou em outubro de 1932 na O.T.O. Cantiere di Livorno e foi lançado ao mar em abril de 1934, sendo comissionado na frota italiana em julho do ano seguinte. Era armado com uma bateria principal composta por oito canhões de 152 milímetros montados em quatro torres de artilharia duplas, tinha um deslocamento carregado de mais de dez mil toneladas e conseguia alcançar uma velocidade máxima de 36 nós.
O cruzador teve um início de carreira tranquilo e sem muitos incidentes. Ele deveria participar de um cruzeiro ao redor do mundo entre 1938 e 1939 junto com seu irmão Eugenio di Savoia, porém ambos chegaram a viajar apenas para a América do Sul e Caribe, com travessias para a América do Norte e Ásia sendo canceladas devido a problemas logísticos e ao deterioramento do clima diplomático internacional. As duas embarcações voltaram para a Itália logo no começo de março de 1939 e o Duca d'Aosta foi designado para servir como parte da 8ª Divisão da 2ª Esquadra.
Na Segunda Guerra Mundial, ele participou da Batalha da Calábria em julho de 1940, da Primeira Batalha de Sirte em dezembro de 1941 e de várias ações de escolta de comboios e instalação de minas navais. Em junho de 1942, o Duca d'Aosta também interceptou diferentes comboios britânicos de suprimento. A Itália se rendeu em setembro de 1943 e a embarcação patrulhou o Oceano Atlântico até abril de 1943. Após a guerra, o navio foi entregue para a União Soviética em 1949 e renomeado para Stalingrad e depois Kerch, servindo até 1959 e sendo desmontado.